# Светлое (озеро, Алтайский край)
Светлое, или Лебединое — озеро в Советском районе Алтайского края. Известно как место массовой зимовки лебедей-кликунов.

## География
Озеро находится в 0,5 км южнее села Урожайное на территории Урожайного сельсовета. Из озера вытекает река Первая Кокша (приток Кокши).
Озеро имеет максимальную длину 1550 м, среднюю ширину 168 м, максимальную глубину 1,48 м, среднюю глубину 1,06 м.
Из-за обилия тёплых ключей, бьющих со дна, озеро зимой не замерзает, и даже в 40-градусный мороз температура воды в озере остаётся выше +4 градусов Цельсия. Из-за тепловых свойств озеро является местом зимовки лебедей и уток.

## Посещение и охрана
Входит в состав заказника «Лебединый» (создан для сохранения единственной на Алтае зимовки лебедей-кликунов). Для посетителей на озере оборудованы смотровые площадки.
Название озера связано с чистой и прозрачной на всю глубину водой.